# Arthur Thompson
Arthur Thompson (ur. 24 listopada 1911, zm. 1978) – brytyjski zapaśnik walczący w stylu wolnym. Olimpijczyk z Berlina 1936, gdzie zajął trzynaste miejsce w wadze lekkiej.
Zdobył osiem tytułów mistrza kraju w latach 1933-1940.

## Letnie Igrzyska Olimpijskie 1936
| Konkurencja      | Rundy eliminacyjne | Rundy eliminacyjne           | Klas. końcowa |
| Konkurencja      | Przeciwnik I       | Przeciwnik II                | Miejsce       |
| ---------------- | ------------------ | ---------------------------- | ------------- |
| 66 kg styl wolny | Göte Melin (SWE) P | Hermanni Pihlajamäki (FIN) P | 13.           |